# Peter Sagal

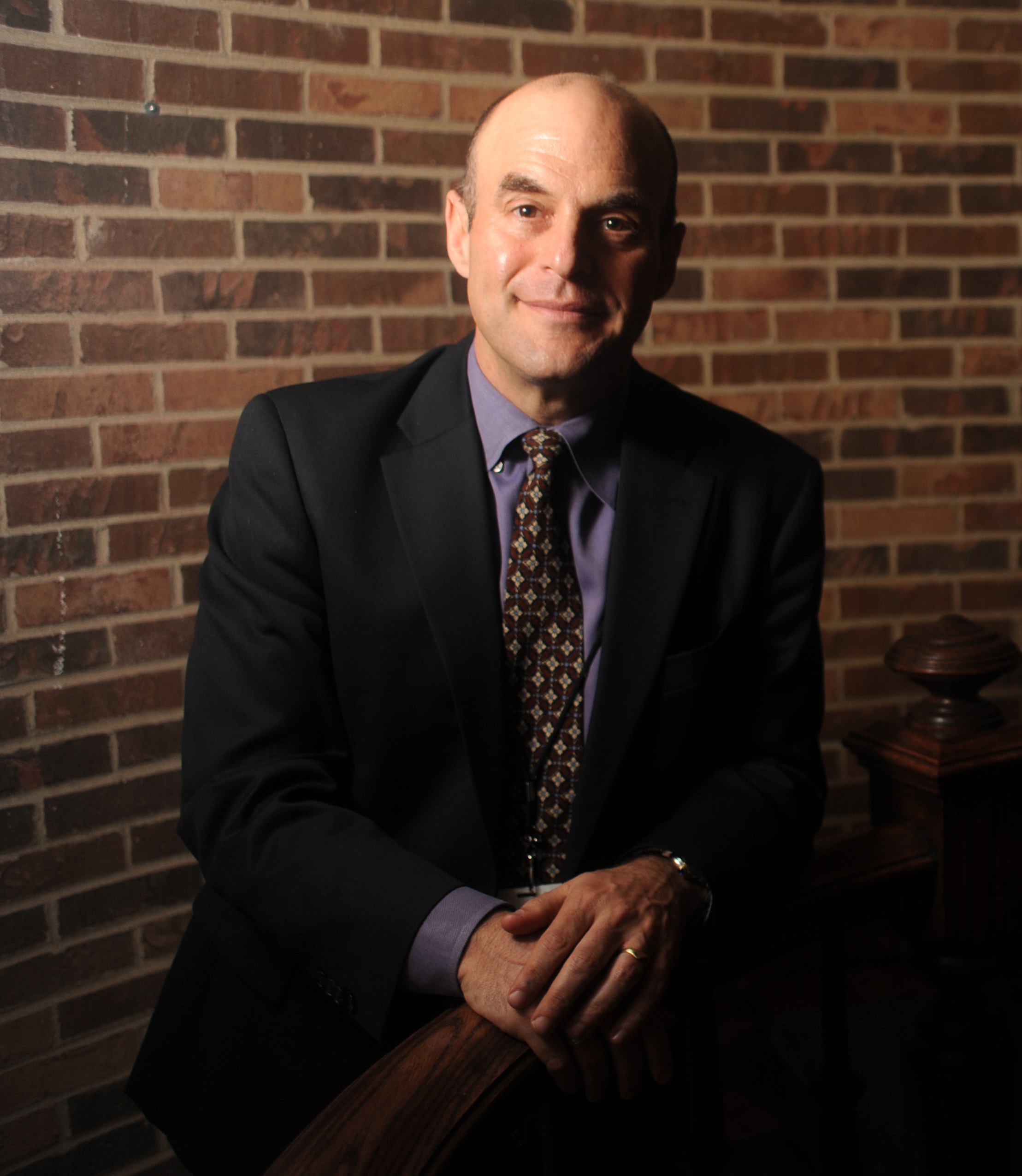
Peter Sagal (2012)

Peter Sagal (* 31. Januar 1965) ist ein US-amerikanischer Autor, Drehbuchautor und Radiomoderator.

## Leben
Sagal, der aus Berkeley Heights in New Jersey stammt, studierte an der Harvard University. Anschließend schlug er sich in verschiedenen Berufen durch. So betätigte er sich als Bühnendirektor, Agent und Redakteur für unterschiedlichste Publikationen, unter anderem für die Chicago Tribune. Seine bekannteste Arbeit als Drehbuchautor ist das Skript zu dem Film Dirty Dancing 2, wobei er in Interviews wiederholt angegeben hat, ursprünglich ein Drehbuch verfasst zu haben, das die Ereignisse der Kubanischen Revolution aus der Sicht einer jungen Amerikanerin schilderte, und dass das Drehbuch anschließend seines politischen Fokus entkleidet und durch eine Tanzthematik ergänzt worden sei.
Seit 1998 moderiert Sagal die Sendung Wait Wait… Don’t Tell Me!, die wöchentlich vom Radiosender National Public Radio (NPR) – in etwa das US-amerikanische Pendant zum Deutschlandfunk – ausgestrahlt wird. Die Sendung, die zur Zeit (2011) etwa 3,5 Millionen Hörer hat, beschäftigt sich auf humoristische Weise mit den Nachrichtenthemen der vergangenen Woche. Zu diesem Zweck stellen Sagal und ein Panel aus drei wechselnden Komikern mehreren Kandidaten, die live ins Studio geschaltet werden, sowie einem prominenten Gast im Rahmen von verschiedenen Quiz-Spielen Fragen zu Themen, die in der vergangenen Woche im Fokus der Medien standen. Neben direkten Frage- und Antwort-Runden gibt es z. B. eine Runde, bei der der Kandidat fehlende Worte in komischen Limericks ergänzen muss, und eine Multiple-Choice-Runde, bei welcher der Kandidat drei aberwitzige Geschichten präsentiert bekommt und entscheiden muss, welche davon sich tatsächlich zugetragen hat und welche Erfindungen sind. Flankiert werden die Spiele von Gesprächen Sagals mit seinen Anrufern und einem Interview mit dem prominenten Gast sowie von humoristischen Kommentaren seines Panels. Zu den prominenten Gästen der Sendung in der Vergangenheit zählten unter anderem Barack Obama, Dick Van Dyke, Michael Moore, Seth MacFarlane, Salman Rushdie, Brian Williams und Tom Hanks.
2007 wurde Sagals Drama Denial im Metropolitan Playhouse in New York uraufgeführt.

## Bücher
- The Book of Vice: Very Naughty Things (and How to Do Them), Harpercollins 2007.